# أحمد مجاهد
أحمد مجاهد لاعب كرة قدم مغربي سابق، يعد من بين أبرز لاعبي الوداد البيضاوي الذين تألقو في سماء القلعة الحمراء في عقد السبعينات، إذ كان يمتاز بسرعته الكبيرة في الركض وصلابته في الدفاع، ورغم كونه يشغل مركز الدفاع فإن ذلك لم يمنعه من إحراز عدة أهداف في البطولة والكأس، ولعل الهدف الذي اقترن به اسم مجاهد هو هدفه الجميل في المواجهة الإعدادية ضد فريق برشلونة الإسباني، كما كان مجاهد من بين الآعبين الذين شاركوا في كأس أمم أفريقيا1976 بأثيوبيا الذي فاز بها المنتخب المغربي ويعد ذلك اللقب هو الوحيد للمنتخب المغربي على صعيد كأس أفريقيا، وهو الآن المكلف بالأمتعة داخل فريق الوداد البيضاوي

## مرضهُ
تعرض أحمد مجاهد إلى أزمة قلبية استدعت خضوعه لعملية جراحية كللت بالنجاح واستعاد عافيته .

## مقالات ذات صلة
- الوداد البيضاوي
- المنتخب المغربي